# Нічні плазуни
Нічні плазуни (англ. Nightcrawlers) — третій сегмент 4-го епізоду 1-го сезону телевізійного серіалу «Зона сутінків».

## Сюжет
Під час грози до придорожнього кафе під'їжджає поліцейська машина. До закладу заходить полісмен, який за вечерею починає розповідати офіціантам — молодим чоловікові та жінці — жахи, що трапилися в одному з мотелів, порівнюючи їх із зоною бойових дій, та робить припущення, що це може бути або група злочинців, або наркомани. В цей час до їдальні заходить родина з Денверу та просить меню, і поліцейський рекомендує їм не їздити в таку погоду та зняти номер у будь-якому готелі, що розташований неподалік. Пізніше до цього ж кафе під'їжджає ще один автомобіль, з якого виходить Прайс, ветеран В'єтнамської війни. Зайшовши до їдальні, Прайс замовляє лише каву, а на пропозицію одного з офіціантів, Боба, замовити що-небудь з їжі відповідає відмовою. Полісмен робить зауваження ветеранові, що той їхав занадто швидко для такої дощової погоди, яка мала місце в той момент, та витягує мовчазного Прайса на розмову, задаючи йому різні питання, а після того, як помічає, що ветеран разом з кавою вжив дві підозрілі пігулки, забороняє йому сідати за кермо автомобіля, натомість запропонувавши підвезти його разом з родиною з Денверу до найближчого мотелю. Однак Прайс відмовляється, зазначивши, що йому все-таки краще буде в дорозі. Продавчиня зауважує, що на запальничці Прайса написано «Nightcrawlers» (укр. Нічні плазуни). Прайс зазначає, що це — назва спецпідрозділу розвідки, в якому він служив, основною задачею якого було виявлення в'єтнамських партизанів у підозрілих селах. Далі ветеран неохоче починає розповідати про події, що трапилися з ним під час війни у В'єтнамі, через які відчуває великий сором, оскільки зрадив своїх друзів, втікши із засідки в'єтнамців для того, щоб врятуватися самому. Після цього на наполегливе прохання полісмена проїхати з ним до мотеля відповідає, що не варто робити цього, інакше можуть постраждати ті, хто там знаходиться. При цьому він пояснює, що, заснувши в попередньому мотелі, несвідомо «приніс» із собою ті події В'єтнамської війни, які пережив сам. Далі Прайс засинає під дією препаратів, а надворі тим часом починають розгортатися ті самі події, про які він казав. Солдати, які загинули багато років тому, спочатку починають прочісувати місцевість, а потім стріляти по кафе та припаркованих біля нього автівках. Коли заклад перетворився на руїни та «Нічні плазуни» вдерлися до нього, Прайс, лежачи на підлозі, починає кричати «Бачу вузькооких!», після чого бійці знову відкривають вогонь, а далі зникають, залишивши по собі палаючі кафе й автомобілі та обох переляканих офіціантів і відвідувачів. Наприкінці епізоду Боб, поранений солдатами, каже полісменові, що чув, як Прайс сказав, що знайшов ще чотирьох ветеранів війни у В'єтнамі, які можуть зробити те ж саме, що й він, після чого його відвозить до лікарні «швидка допомога».

## Ролі виконують
- Джеймс Вітмор-молодший — шериф Денніс Велс
- Скотт Паулін — Прайс
- Роберт Сван — Боб
- Ексен Червенка — офіціантка
- Сенді Мартін — Лінді
- Боббі Басс — Рей
- Метт Левін — Ріккі

## Цікаві факти
- Епізод не має оповідей ні на початку, ні в кінці.
- Епізод базується на однойменній короткій історії, написаній Робертом МакКаммоном (англ. Robert R. McCammon).
- Історія, на якій базується епізод, вперше була опублікована в антології «Маски» (англ. Masques), що вийшла в 1984.

## Реліз
Прем'єрний показ епізоду відбувся у Великій Британії 18 жовтня 1985.